# 丘哲

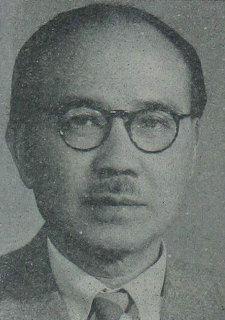
丘哲

丘哲（1885年11月28日—1959年1月5日），原名竞荣，字映芙，曾用名引夫、独放、闽生等，男，福建漳州人，中国民主人士、社会活动家、政治人物。

## 生平
丘哲曾任中南行政委员会委员、广州市人民政府副市长。1954年，当选第一届全国人民代表大会代表。